# 남자 50km 경보 대한민국 기록 추이
남자 50km 경보 대한민국 기록 추이는 다음과 같다.
| # | 시간            | 차이       | 선수   | 소속         | 날짜         | 대회명                            | 장소              | 주석 및 기타                                      | 동영상 |
| 0 | 3시간 58분 00초 |            | 김동영 | 서울시청     | 2004. 05. 01 | 제21회 세계경보컵대회             | 독일 나움부르크   | 17위. 기준 기록                                   |        |
| 1 | 3시간 56분 45초 | - 1분 15초 | 박칠성 | 삼성전자     | 2009. 04. 12 | 일본 경보 선수권 대회             | 일본 와지마       | 4위                                               |        |
| 2 | 3시간 56분 40초 | - 0분 05초 | 김동영 | 삼성전자     | 2010. 03. 27 | 두딘스 50km 경보 대회             | 슬로바키아 두딘스 | 5위                                               |        |
| 3 | 3시간 55분 56초 | - 0분 44초 | 임정현 | 삼성전자     | 2010. 04. 18 | 제93회 일본육상경기선수권대회     | 일본 와지마       |                                                   |        |
| 4 | 3시간 53분 24초 | - 2분 32초 | 임정현 | 삼성전자     | 2010. 11. 25 | 제16회 아시안 게임                | 중국 광저우       | 4위                                               |        |
| 5 | 3시간 50분11초  | - 3분 13초 | 박칠성 | 국군체육부대 | 2011. 04. 24 | 국제육상경기연맹 경보 챌린지 대회 | 중국 타이창       | 4위. 임정현도 3시간 53분 05초로 5위를 하며 한국신 |        |
| 6 | 3시간 47분 13초 | - 2분 58초 | 박칠성 | 국군체육부대 | 2011. 11. 03 | 제13회 세계 육상 선수권 대회      | 대한민국 대구     | 7위,                                              |        |
| 7 | 3시간 45분 55초 | - 1분 58초 | 박칠성 | 삼성전자     | 2012. 08. 11 | 제30회 하계 올림픽                | 영국 런던         | 13위                                              |        |

## 같이 보기
- 남자 50km 경보 세계 기록 추이